# Goodwill (Dakota del Sud)
Goodwill è un census-designated place (CDP) degli Stati Uniti d'America della contea di Roberts nello Stato del Dakota del Sud. La popolazione era di 513 abitanti al censimento del 2010.

## Geografia fisica
Secondo lo United States Census Bureau, il CDP ha una superficie totale di 2 km², dei quali 1,96 km² di territorio e 0,05 km² di acque interne (2,33% del totale).

## Società

### Evoluzione demografica
Secondo il censimento del 2010, la popolazione era di 513 abitanti.

### Etnie e minoranze straniere
Secondo il censimento del 2010, la composizione etnica del CDP era formata dal 2,53% di bianchi, lo 0% di afroamericani, il 93,18% di nativi americani, lo 0% di asiatici, lo 0% di oceanici, lo 0% di altre razze, e il 4,29% di due o più etnie. Ispanici o latinos di qualunque razza erano l'1,56% della popolazione.